# NHL Stanley Cup (Super NES)
NHL Stanley Cup (kallad Super Hockey i Europa) är ett ishockey datorspel som utvecklats av Sculptured Software för SNES. Till skillnad från de flesta hockeyspel i tiden har spelet rörelse i en pseudo-3D-miljö med hjälp av SNES Mode 7-maskinvarufunktion, som liknar Sculptureds tidigare NCAA Basketball.